# The Legend of 1900 (soundtrack)
The Legend of 1900 (Italiaanse titel: La leggenda del pianista sull'oceano) is de originele soundtrack, gecomponeerd en gedirigeerd door Ennio Morricone voor de film The Legend of 1900 uit 1998 van Giuseppe Tornatore. Het album werd uitgebracht in 1998 door Sony Classical.
De partituur werd uitgevoerd door het Accademia Musicale Italiana en opgenomen in de Forum Music Village in Rome, met opnametechnicus Fabio Venturi.
De film Seven Pounds gebruikt het nummer "The Crisis".

## Tracklijst
Alle nummers geschreven door Ennio Morricone, tenzij anders aangegeven.

| 1.                 | 1900's Theme                                                     | 1:38 |
| 2.                 | The Legend of the Pianist                                        | 8:04 |
| 3.                 | The Crisis                                                       | 2:47 |
| 4.                 | The Crave (Jelly Roll Morton)                                    | 1:46 |
| 5.                 | A Goodbye to Friends                                             | 2:33 |
| 6.                 | Study for Three Hands                                            | 1:00 |
| 7.                 | Playing Love                                                     | 4:26 |
| 8.                 | A Mozart Reincarnated                                            | 1:58 |
| 9.                 | Child                                                            | 2:45 |
| 10.                | 1900's Madness #1 (Amedeo Tommasi, Ennio Morricone)              | 2:14 |
| 11.                | Danny's Blues (Amedeo Tommasi)                                   | 2:09 |
| 12.                | Second Crisis                                                    | 2:03 |
| 13.                | Peacherine Rag (Scott Joplin)                                    | 2:37 |
| 14.                | Nocturne With No Moon                                            | 2:41 |
| 15.                | Before the End                                                   | 1:11 |
| 16.                | Playing Love                                                     | 3:03 |
| 17.                | I Can and Then                                                   | 2:17 |
| 18.                | 1900's Madness #2 (Amedeo Tommasi, Ennio Morricone)              | 1:48 |
| 19.                | Silent Goodbye                                                   | 1:37 |
| 20.                | Ships and Snow                                                   | 2:29 |
| 21.                | Lost Boys Calling (tekst: Roger Waters, muziek: Ennio Morricone) | 5:19 |
| Totale duur: 56:25 |                                                                  |      |

## Credits
- Alexander Ragtime Band bij "Peacherine Rag".
- Fausto Anzelmo – altviool bij "The Legend of the Pianist".
- Gilda Buttá – piano bij "The Crisis", "Study for Three Hands", "A Mozart Reincarnated", "Nocturne With No Moon" en "Playing Love".
- Patrick Leonard – producer bij "Lost Boys Calling".
- Gianni Oddi – sopraansaxofoon bij "The Legend of the Pianist", "A Goodbye to Friends" en "Playing Love".
- Cicci Santucci – trompet bij "Playing Love".
- Amedeo Tommasi – piano bij "The Crave", "	1900's Madness #1", "Danny's Blues" en "1900's Madness #2".
- Eddie Van Halen – gitaar bij "Lost Boys Calling".
- Roger Waters – zang bij "Lost Boys Calling".

## Prijzen en nominaties
| Jaar | Prijs            | Categorie        | Genomineerde(n) | Uitslag     |
| ---- | ---------------- | ---------------- | --------------- | ----------- |
| 2000 | Golden Globes    | Beste filmmuziek | Ennio Morricone | Gewonnen    |
| 2000 | Satellite Awards | Beste filmmuziek | Ennio Morricone | Genomineerd |